# Старица (русло)

Схема процесса меандрирования с образованием старицы

Ста́рица, староре́чье, курья́, поло́й, по́йменное о́зеро — участок прежнего русла реки, который со временем превратился в отдельный бессточный водоём.
Старица, как правило, имеет серповидную или петлеобразную форму. Обычно старицы образуются при спрямлении меандрирующего русла, когда в половодье или паводки во́ды, идущие по пойме, способны промыть более короткий путь. Также старицы образуются при достижении меандрирующей рекой полной степени развития таким образом, что соседние излучины смыкаются друг с другом. Иногда старицы бывают вытянутой формы. Такая форма стариц образуется при других типах русловых процессов, например, при пойменной многорукавности.
После спрямления река начинает течь по новой протоке, а прежнее, более длинное, русло превращается в старицу. Постепенно входы в старицу заносятся песком и илом (наносами). Старица некоторое время сохраняется как озеро, а затем превращается в сырой луг или болото, либо высыхает.

Примеры стариц
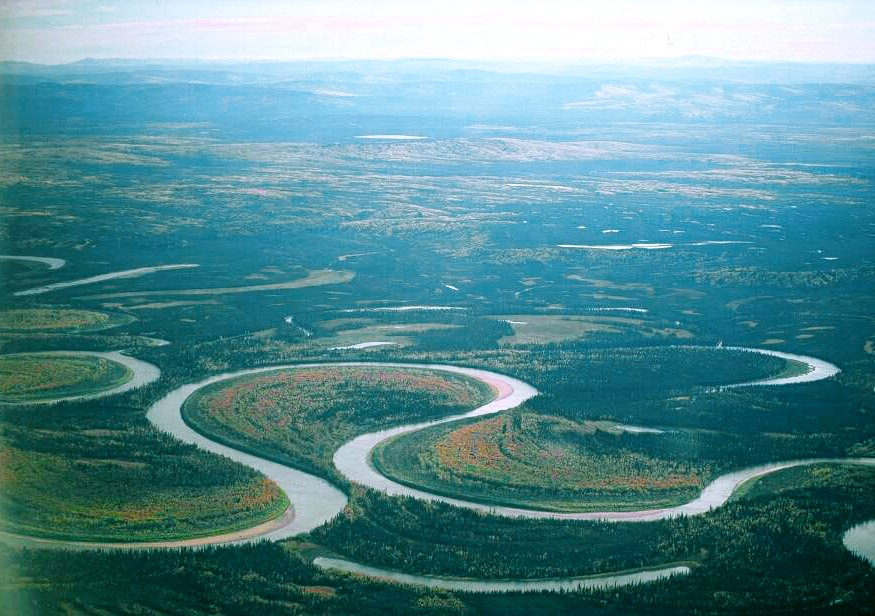
Меандры реки Новитна (Аляска); на переднем плане видна короткая дугообразная старица, справа на среднем плане — длинная дугообразная старица
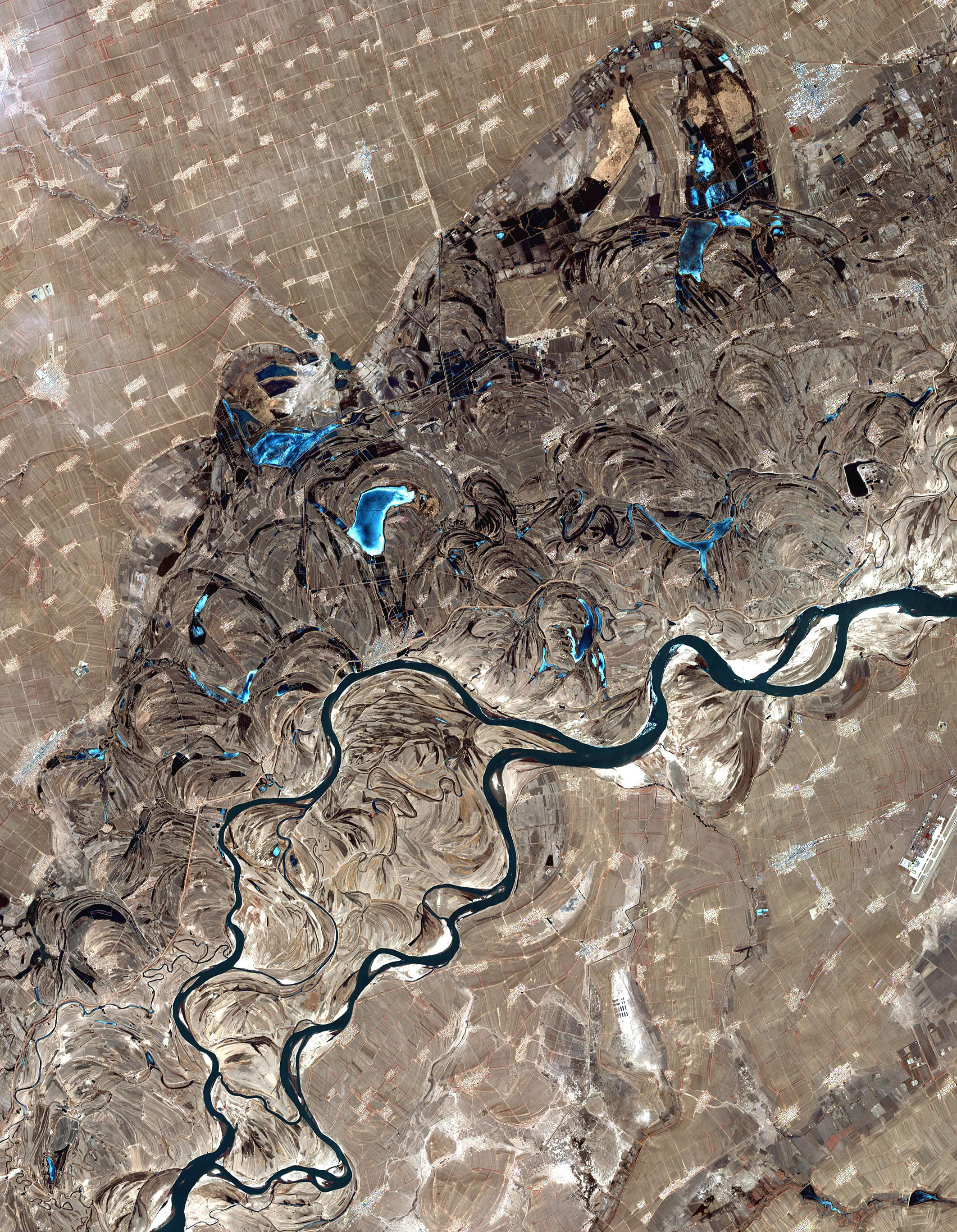
Вид со спутника меандрирующего русла реки Сунгари: в речной долине видны серповидные старицы
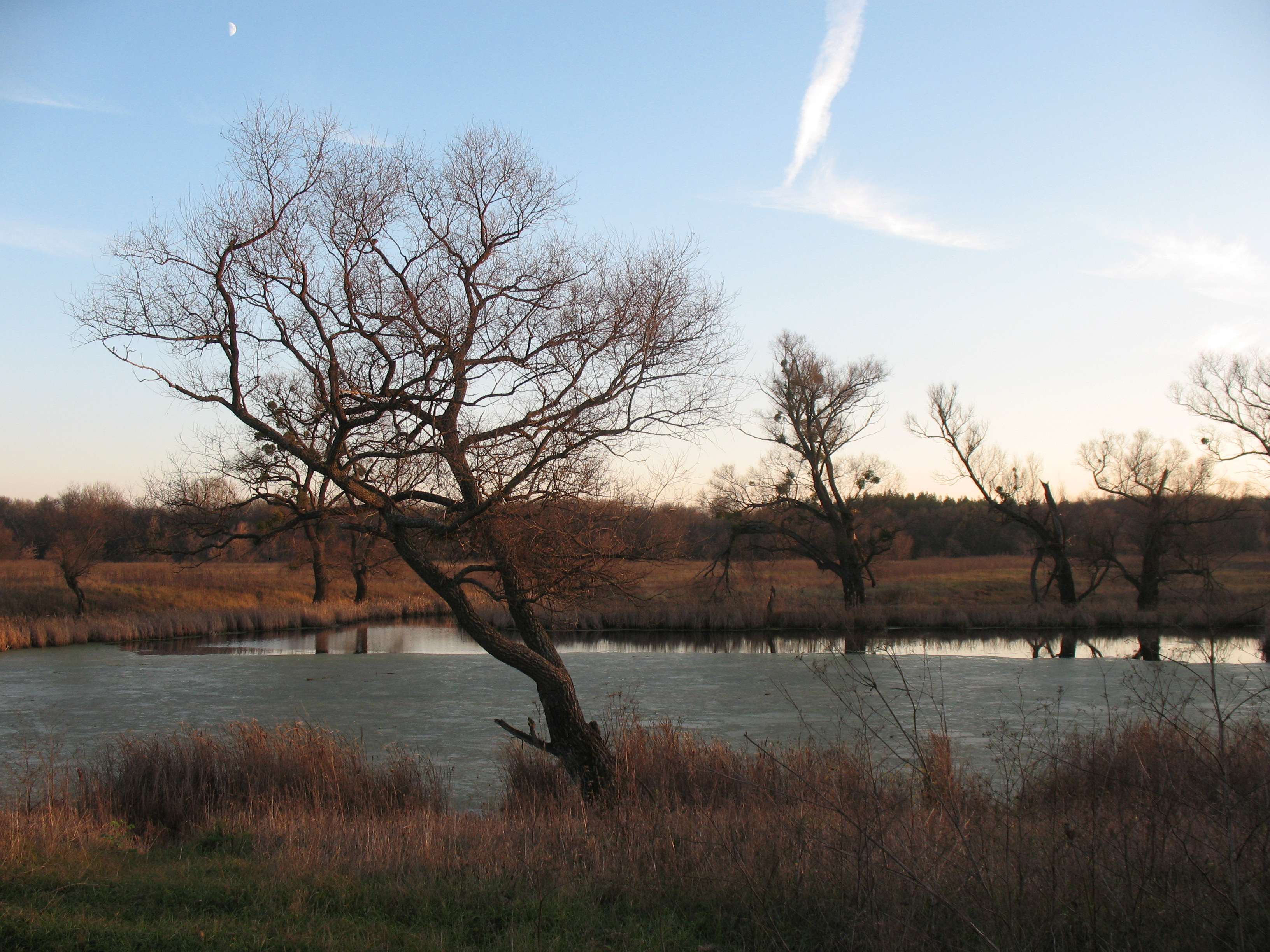
Старица реки Донец в Мохначанском лугу
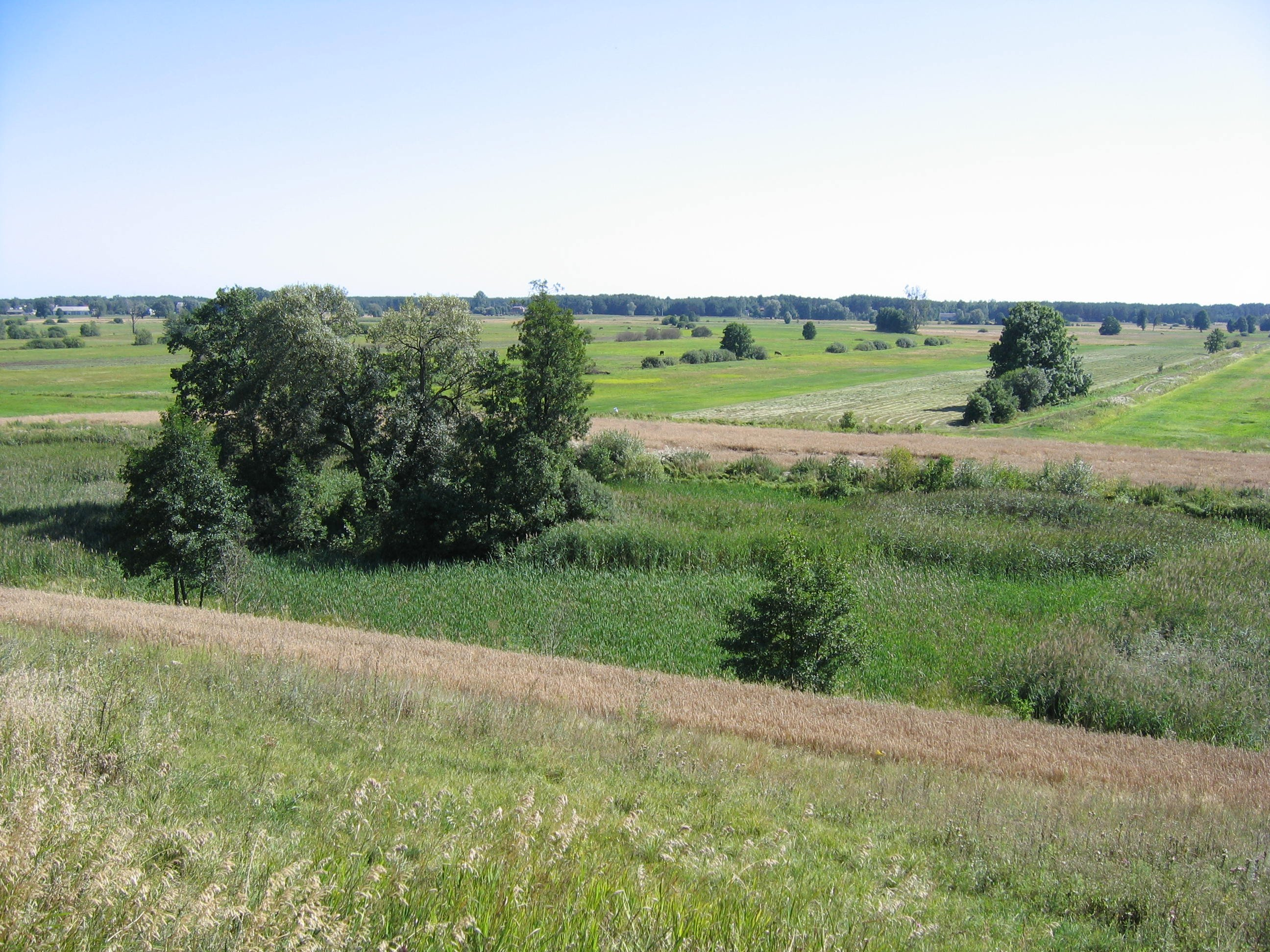
Заросшая старица в Вышкувском повете (Польша)

## Биллабонг

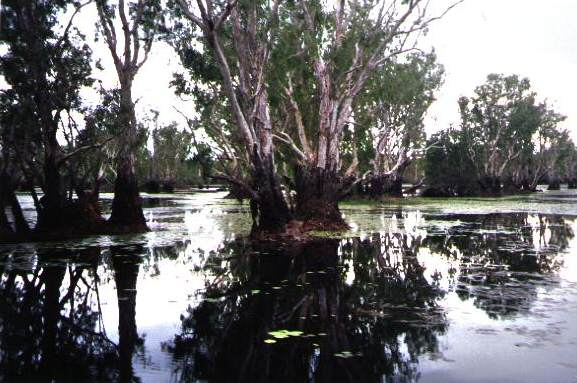
Биллабонг Йеллоу-Вотер, Национальный парк Какаду

Биллабонг — слово из австралийского английского для обозначения небольшого стоячего водоёма, особенно старицы, соединённого с проточным водоёмом. Биллабонг обычно образуется, когда изменяется русло реки или крика. Название, вероятно, происходит от слова bilabaŋ из языка вираджури, хотя некоторые исследователи считают, что данное слово происходит из гэльского.
Биллабонг довольно часто упоминается в произведениях австралийской литературы, например, в стихотворении «Waltzing Matilda» австралийского поэта Банджо Патерсона, которое стало неофициальным гимном Австралии.